# 治疝草
治疝草（学名：Herniaria glabra）为石竹科治疝草属下的一个种。